# Lance-missiles Mk 13

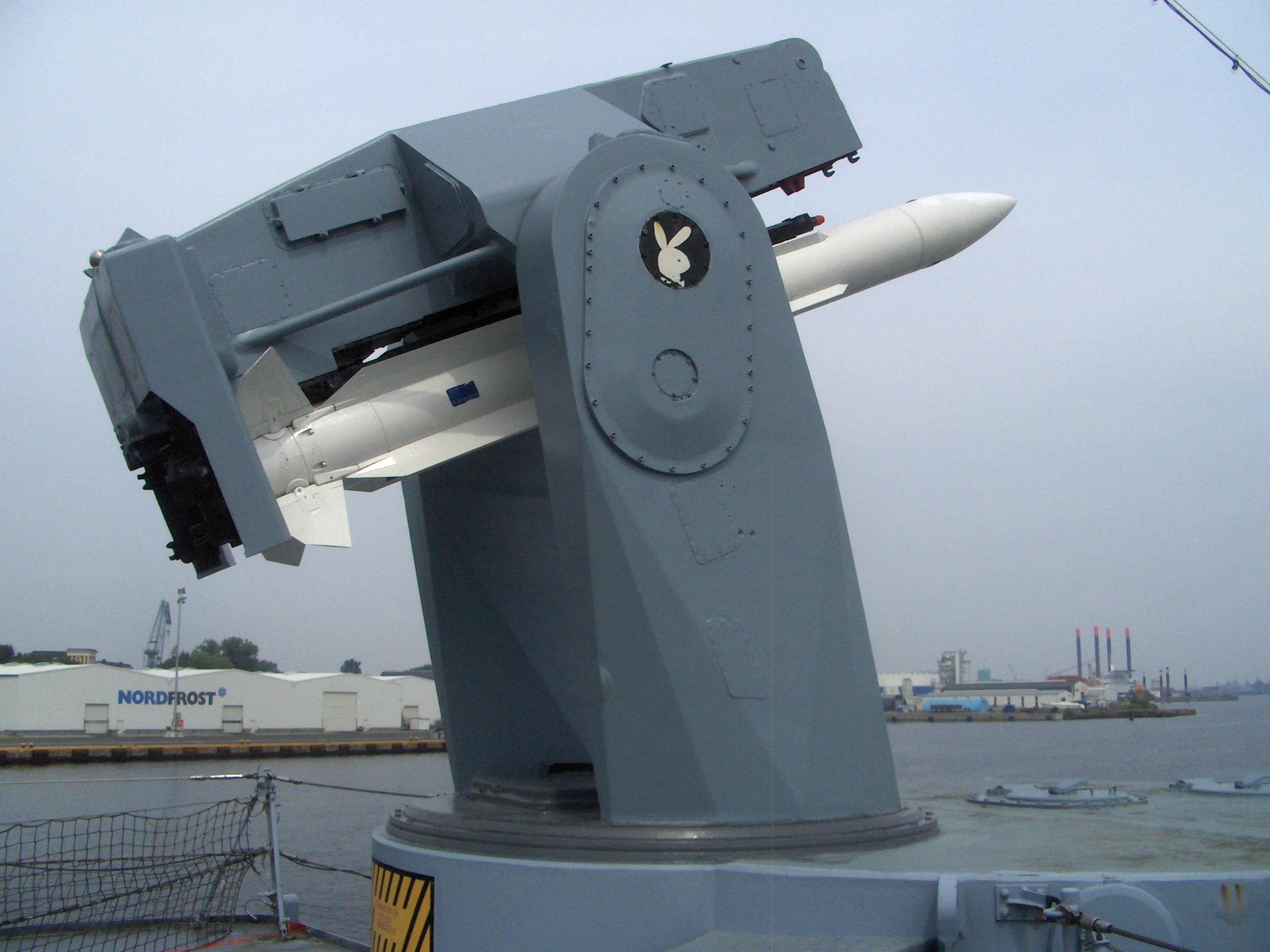
Mk 13 sur le Mölders allemand.

Le Mk 13 est un lance-missiles américain principalement utilisé sur les navires de l'United States Navy lors de son entrée en service au début des années 1960.

## Description
Il s'agit d'un guided missile launching system (GMLS). Le Mk 13 tire typiquement le RIM-66 Standard, le AGM-84 Harpoon et le RIM-24 Tartar.
Sa cadence de tir d'un missile Standard en 10 secondes et d'un Harpoon en 22 secondes.